# 教育博士
教育博士（Doctor of Education, Ed.D.），高級學位之一，通常指大學教育學相關科系博士班所頒授具博士（Doctorate）地位之學位；另外，亦有許多教育科系之博士班頒授的是哲學博士（Ph.D），此二者在學位地位上並無差異，惟 Ed.D 指向專業發展之職涯（Professional），而 Ph.D. 則多導向學術研究（Academics and Research）。在英國大學中，二者也有此種較明確之區分，Ed.D 是一個教育專業學位，Ph.D 則是一個教育學術學位。